# 박상기 (법학자)
박상기(1952년 6월 18일 ~ )는 전라남도 무안군 출신의 법학자이다. 제65대 법무부 장관이다.

## 생애
전라남도 무안군 출신이다. 1971년 배재고등학교를 졸업하고 1975년 연세대학교 정법대학 법학과 학사, 1987년 괴팅겐대학교 법학 박사학위를 받았다. 교수 시절부터 학계와 시민사회는 물론 법무행정의 현장에서도 검찰개혁과 사법개혁을 위해 활동했다. 1998년부터 2003년까지 대검찰청 검찰제도개혁위원회 위원으로 활동했다. 2003년 5월부터 1년간 법무부 정책위원회 위원을 지냈고, 2003년 5월부터 1년간 국무조정실 정책평가위원, 2003년 5월부터 2년간 대검찰청 검찰개혁자문위원회 위원을 맡기도 했다.
연세대학교 법무대학원 교수로 재직하던 2011년 11월 15일에 한국범죄방지재단(이사장 정해창 전 법무부장관)에서 제4회 범죄문제 관련 학술상 수상자로 선정됐다.

### 법무부 장관
2017년 문재인 정부의 첫 법무부 장관으로 임명되었다. 1950년 언론인 출신 김준연 전 장관 이래 60여년 만에 사법고시를 합격하지 않은 두 번째 장관이다. 취임사를 통해 법무·검찰의 개혁을 성실히 수행하겠다고 밝히면서 다양한 인적 구성원들이 각자의 전문성과 자율성을 충분히 발휘할 수 있는 조직을 만들겠다고 다짐했다. 또한 견제와 균형이 작동하는 국민의 검찰상 확립을 위해 고위공직자비리 수사처(공수처) 설치 등 검찰개혁 작업을 약속했다.

#### 법무검찰개혁위원회 발족
2017. 8. 9. 법무·검찰 개혁방안 마련을 위한 법무·검찰 개혁위원회를 발족하여 한인섭 위원장(서울대학교 법학전문대학원 교수) 등 민간위원 17명에게 위촉장을 수여했다. 법무·검찰 개혁위원회는 법무·검찰 분야에 대한 학식과 경험이 풍부하고 개혁성을 갖춘 학계, 언론계, 법조계, 시민단체 인사들로 구성되었으며 법무·검찰의 모습을 객관적으로 진단하여 국민 눈높이에 맞는 개혁방안을 마련하고, 이를 법무부 장관에게 권고하는 활동을 한다.
법무·검찰개혁 위원회는 2017, 8. 24. 법무·검찰 개혁의 핵심 과제 중 하나인 ‘법무부의 탈검찰화’와 관련하여 첫 번째 권고안을 발표하면서 “검찰 중심으로 운영되어 온 법무부가 본연의 기능을 되찾고 국민의 신뢰를 받는 전문적인 법치행정을 구현하기 위해서라도 법무부의 탈검찰화가 신속하게 추진되어야 한다.”라고 밝혔다.

#### 법무·검찰개혁위원회 권고안
이후 위원회는 고위공직자비리수사처(공수처) 설치, 과거사 재심사건과 관련하여 적정한 검찰권 행사, 검찰 과거사 조사위원회 설치 등을 권고하여 2018. 6. 21. 현재까지 총 14차 권고안을 발표했다.
- 제1차 권고안 ‘법무부의 탈검찰화’
- 제2차 권고안 ‘고위공직자범죄수사처 설치와 운영에 관한 법률(안)’
- 제3차 권고안 ‘과거사 재심사건 관련 적정한 검찰권 행사’
- 제4차 권고안 ‘검찰 과거사 조사위원회 설치’
- 제5차 권고안 ‘인권보장 강화를 위한 인권보호수사준칙 개정’ 등
- 제6차 권고안 ‘반인권적 범죄 피해자를 위한 국가배상 및 소멸시효’관련
- 제7차 권고안 ‘검찰 내 성폭력 관련’
- 제8차 권고안 ‘검·경 수사권 조정’
- 제9차 권고안 ‘검사장 관련 제도 및 운용의 시정 필요’
- 제10차 권고안 ‘법무·검찰의 성평등 증진’
- 제11차 권고안 ‘검사의 타기관 파견 최소화’
- 제12차 권고안 ‘공안 기능의 재조정’
- 제13차 권고안 ‘법무부 검찰국의 탈검찰화’
- 제14차 권고안 ‘젠더폭력 관련법 재정비’

#### 탈검찰화 및 공수처안 발표
박상기 법무부 장관은 법무부의 탈검찰화를 위해 기존 6명이었던 법무부 실국본부장 검사 수를 2명 줄여, 검사가 아닌 전문 인력으로 보충하였다. 이에, 출입국외국인정책본부장 및 인권국장에 탈 검찰인사를 임명했다. 법무부 39개 검사 직위도 비검사 보임이 가능하도록 직제를 개정했다. 평검사 직위 10개에 외부 우수변호사를 채용하고, 범죄예방정책국장 및 과장 3개 직위에 비검사를 임용했다.
2017. 10. 15. 고위공직자범죄수사처(이하 공수처) 설립안을 발표했다. 법무부는 공수처를 입법, 행정, 사법부 어디에도 속하지 않는 독립적인 기구로 규정하여 정치적 중립을 지키도록 했다. 수사대상자는 현직은 물론 퇴직 후 2년 이내의 고위공직자와 그 가족으로 규정했으며, 현직 대통령을 포함하여 국무총리, 국회의원, 대법원장, 헌법재판소장, 광역자치단체장, 교육감, 경무관급 이상 경찰 공무원 등이 수사대상에 포함될 수 있다. 청와대와 국가정보원 3급이상 공무원, 퇴역 장성들도 공수처 수사 대상이 된다. 검찰 총장부터 평검사까지 모든 검찰 범죄는 공수처에서 전담하며, 공수처 검사의 범죄는 검찰이 수사하도록 하였다. 비공직자 성격이 강한 금융감독원은 수사 대상에서 제외됐다. 장성급 장교는 군사법원 관할 문제로 인해 '전직'으로 대상이 축소됐다.
처장과 차장의 임기는 3년 단임이며, 검사는 임기 3년에 3번 연임이 가능하도록 했다. 공수처 검사는 퇴직 이후 2년간 검찰청 검사로, 1년간은 대통령비서실 공무원으로 임용될 수 없다. 공수처 수사관의 임기는 6년으로 제한했다. 한편, 발표된 법무부안은 법무·검찰개혁위원회가 제시한 권고안보다 수사 인원과 수사 대상의 범위가 축소되었다. 법무·검찰개혁위원회가 권고한 인원은 처장과 차장 외에 검사 30~50명, 수사관 50~70명이었다. 법무부 발표안에서는 검사 규모를 절만으로 줄여서 공수처장과 차장 각 1명을 포함해 검사는 최대 25명까지만 둘 수 있도록 했다. 또 수사관 30명, 일반직원 20명 등 공수처 검사 총원을 고려해 직원도 50명 수준으로 줄였다.
이에 ‘공수처설치촉구공동행동’은 법무부의 방안에 대해 “법무검찰개혁위원회가 발표한 개혁안보다도 권한을 대폭 축소해, 사실상 껍데기에 불과한 공수처를 만들자는 게 아닌지 의구심이 든다.”라며, “고위공직자의 비리를 척결하고 무소불위 검찰을 견제하기 위해 국회가 공수처 설치를 본격적으로 논의해야 한다.”고 밝혔다.

#### 검찰과거사위원회 발족
2017. 12. 12. 과거 인권침해 및 검찰권 남용의혹 사건에 대한 진상규명을 위해 ‘검찰과거사위원회’를 발족하고 김갑배 위원장(변호사)등 위원 9명에게 위촉장을 수여했다. 박상기 법무부 장관은 “더 나은 미래로 나아가기 위해서는 법무·검찰 스스로 과거의 잘못을 찾아내 진실을 규명하고 이에 대한 진정한 반성을 통해 다시 태어나야 한다. 그 과정은 고통스럽고 힘들 것으로 예상 되지만, 위원들의 열정이 이를 극복하고 진실을 밝혀낼 것이라고 믿는다.” 라며, 검찰 과거사 위원회가 독립성과 중립성을 유지하면서 활동할 수 있도록 최선을 다하겠다고 강조했다.
검찰 과거사위원회는 ①검찰의 과거 인권침해 또는 검찰권이 남용되었다고 의혹이 제기된 조사대상사건 선정 ②과거사 조사단의 조사결과를 통한 진상 규명, ③유사사례 재발방지 및 피해회복을 위한 조치사항을 권고하는 활동을 한다. 또 재심 등 법원의 판결로 무죄가 확정된 사건 중 검찰권 남용 의혹이 제기된 사건, 검찰권 행사 과정에서 인권침해 의혹이 제기된 사건, 국가기관에 의한 인권침해 의혹이 상당함에도 검찰이 수사 및 공소제기를 거부하거나 현저히 지연시킨 사건들 중 위원회 의결로 조사대상 사건을 선정한다.
검찰 과거사 위원회는 2018. 2. 6. 과거 인권침해 및 검찰권 남용 의혹이 있는 12건 등을 1차 사전조사 대상 사건으로 선정했고, 2018. 4. 2. 1차 사전조사 대상 사건 중 우선 8건에 대한 본조사를 권고했다. 2018. 4. 23. 1차 사전조사 대상 사건 중 본 조사 권고 여부가 결정되지 않았던 3건에 대해 추가로 본 조사를 권고 하였으며, 2018. 7. 2. 2차 사전조사 대상 사건 5건 중 4건에 대해 본조사를 권고하였다.
<검찰 과거사위원회 선정 재수사 결정 목록>
▲김근태 고문사건(1985년)
▲형제복지원 사건(1986년)
▲박종철 고문치사 사건(1987년)
▲강기훈 유서대필 사건(1991년
▲약촌오거리 사건(2000년)
▲PD수첩 사건(2008년)
▲남산 3억 원 제공 의혹 등 신한금융 관련 사건(2008년, 2010년, 2015년)
▲청와대 및 국무총리실 민간인 불법사찰 의혹 사건(2010년)
▲낙동강변 2인조 살인 사건(1990년)
▲장자연 리스트 사건(2009년)
▲KBS 정연주 배임 사건(2008년)
▲춘천 강간살해 사건(1972년)
▲용산지역 철거 사건 (2009년)
▲김학의 성접대 사건(2013)
▲서울시 공무원 유우성 사건(2012),
▲삼례나라 슈퍼사건(1999)

#### 검경수사권조정 합의
2018년 6월 21일, 박삼기 법무부 장관은 김부겸 행정안전부 장관 등과 검경 수사권 조정에 합의했다. 합의문에 따르면 경찰은 모든 사건에 대해 1차적 수사권을 가지고, 검찰은 사건을 넘겨받기 전까지 원칙적으로 수사를 지휘할 수 없다.
검찰은 기소권과 함께 ▲ 일부 특정 사건에 관한 직접 수사권 ▲ 송치 후 수사권 ▲ 경찰수사에 대한 보완수사요구권 ▲ 경찰이 정당한 이유 없이 보완수사요구를 불응하는 경우 직무배제 및 징계 요구권 ▲ 경찰의 수사권 남용 시 시정조치 요구권 ▲ 시정조치 불응 시 송치 후 수사권 등의 통제권을 가진다. 또한, 검사는 경찰과 공수처 검사 등의 비리사건, 부패·공직자 범죄, 경제·금융·선거범죄 등에 한해 직접 수사할 수 있다.

#### 전속고발권 폐지
2018. 8. 21. 박삼기 법무부 장관과 김상조 공정거래위원장은 공정거래법 전속고발제 폐지에 합의했다. 전속고발권은 중대한 공정거래법 위반 행위에 대한 고발권을 공정거래위원회에서만 전속적으로 할 수 있는 제도이다. 법무부와 공정위는 ‘독점규제 및 공정거래에 관 법률(공정거래법)’ 상 가격담합과 공급제한, 시장분할, 입찰담합을 위반한 범죄에 대하여 전속고발제도를 폐지하고 검찰이 바로 수사를 할 수 있도록 하는 데 합의했다.
박삼기 법무부 장관은 “중대한 담합은 신규 사업자들이 시장진입기회를 자체를 박탈하여 공정한 경쟁을 저해하고, 그 손실은 건전한 기업과 소비자에게 전가하는 중대한 불법행위다.”라고 밝히며, “검찰이 신속히 수사에 착수하여 적극적으로 대응할 필요성을 느꼈다.”고 말했다.
더불어, 박 장관은 전속고발제 폐지가 기업활동과 시장의 자율성 위축 등의 부작용이 생길 수 있다는 우려에, “검찰과 공정거래위원회가 협의체를 구성하여 정상적인 기업활동과 경제추제들의 자율성이 침해되는일이 없도록 하겠다.”고 밝히고, “국민 경제에 심대한 피해를 초래하거나 사회적 비난 가능성이 큰 삭너에 한하여 수사하고, 공정거래위원회와 협의하여 그 의견을 최대한 존중하겠다.”라고 밝혔다.
한편, 전속고발제 폐지와 함께 자진신고자 감면제도(리니언시)도 시행된다. 1순위 자진신고자는 형을 면제하고 2순위 자진신고자는 검찰이 마련한 적절한 감경 기준에 따라 감경할 수 있도록 하는 등, 공정거래법 시행령에 형벌감면 근거규정을 마련하게 된다.
검찰은 자진신고에 대한 정보를 누설할 수 없고, 공정위 행정처분을 위한 수사자료를 제공할 수 있는 근거규정도 마련된다. 자진신고 정보는 접수창구를 공정위 창구로 단일화하되, 검찰이 접속할 수 있도록 하고 실시간으로 공유하도록 했다.

## 소통
박삼기 법무부 장관은 취임 이후, ‘PRO-justice’라는 소통 기조로 국민들과 소통하고 있다. ‘PRO-justice’는 법무부의 대국민 소통 강화 프로젝트로, ‘공정하고 정의로운 사회, 인권이 존중받는 사회’를 실현하기 위해 국민 참여(Participation), 정책고객과 만남(Relationship), 열린 마음(On)의 영문 아 알파벳 첫 글자(PRO)와 정의(justice)를 합친 글자다. 박삼기 법무부 장관이 교수(professor) 출신이라는 것, 프로페셔널(professional) 한 법무부가 되자는 다짐도 들어있으며, justice는 법무부(Ministry of Justice)에서 따왔다.
박삼기 법무부 장관은 2017. 8. ‘장관을 빌려드립니다’라는 프로젝트를 진행했다. 법무부 블로그를 통해 장관이 꼭 필요한 곳(사연)을 신청 받고, 그 중 한 곳을 선정하여 방문하는 프로젝트다. 박상기 법무부 장관은 뮤지션이 멘토가 되고 위기청소년 밴드가 멘티가 되어 음악을 가르치고 배우는, ‘튠업 음악교실’의 제6회 정기공연을 방문했다. 공연에서 소년원생과 보호관찰 청소년 70여명은 5개월 간 준비한 곡을 선보였고, 박상기 법무부 장관은 청소년들에게 “사회 곳곳에서 오늘과 같은 아름다운 하모니의 주인공이 되길 바란다.”라는 메시지를 전달했다.
2017. 9. 법무부 장관이 직접 국민의 질문에 대답하는 「장관님 질문있습니다」 프로젝트를 진행했다. 국민의 궁금증을 직접 법무부 페이스북 댓글로 받아, 분석한 후 그 질문에 장관이 직접 대답하는 코너로, 모인 질문은 약 300건 정도였다, 검찰개혁, 탈검찰화, 범죄자 처벌수위, 범죄피해자 지원 등 9개로 분류된 질문에 박상기 법무부 장관이 대답하여 영상으로 제작·공개하였다.
‘11:50 청와대입니다’를 통해 “미성년자 성폭행 형량을 올려주세요(청원답변 10호, 233842명 참여)”와 “제주도 불법 난민 신청문제에 따른 난민법, 무사증 입국, 난민신청허가 폐지/개헌 청원(청원답변 42호, 714,875명 참여)” 대한 답변을 진행했다. 미성년자  성폭행에 대한 형량 강화에 대한 답변으로 “미성년 성폭력에 대한 가중처벌은 현행 법규정만으로도 이미 가능하다.”고 답했다.
또 실제 아동 청소년 대상 성범죄자의 1심 징역형 선고 건수는 ‘조두순 사건’ 이전인 지난 2009년 370건에 비교해, 작년인 2017년엔 천3백여 건으로 크게 증가하는 등 처벌을 강화하고 있다고 말했다. 술취해 저지른 성범죄의 경우 형을 감형해서는 안된다는 청원에 대해서는 “이미 법원에서 양형 기준을 마련했다.”고 대답했다.
난민관련 청원답변에는 “허위 난민을 막기위한 심사를 강화하고, 국제적 책무를 위해서도 노력하겠다.”고 밝혔다. 현재 부족한 난민심사 인력과 통역 전문가를 대폭 늘리고 전문성을 갖춘 난민심판원을 신설하는 등 진정한 난민 신청자를 지원하기 위한 방안을 모색하고, 난민 절차에 걸리는 시간을 줄이는 방안도 추진한다고 말했다.
더불어 박장관은 “난민 협약 가입국 142개국 중 협약 탈퇴국은 없다.”며, 우리나라의 국제적 위상과 국익에 미치는 문제점을 고려할 때 난민협약 탈퇴나 난민법 폐지는 현실적으로 어려움이 있다고 밝혔다. 이어, “난민으로 인정될 경우, 우리 법질서와 문화에 대한 사회통합 교육을 의무화 하고, 멘토링 시스템을 도입해 난민들의 정착을 지원하고 관리할 예정”이라고 말했다.
박상기는 법무부장관시절 법무부장관이 경제에 관여해 경제부장관,당시 대통령과 소통없이 가상화폐 거래소를 불법으로 보며 모두 다 당장 문닫게 하겠다고하여 가상화폐 폭락을 일으켰으며 이로 인하여 많은 젊은이들이 투자손실로 자살을 선택하는 결과를 만들었다

## 학력
- ~ 1971년 배재고등학교
- ~ 1975년 연세대학교 법학 학사
- ~ 1982년 뷔르츠부르크 대학교 대학원 법학 석사
- ~ 1987년 괴팅겐 대학교 대학원 법학 박사

## 경력
- 1987년 9월 ~ 1992년 8월: 연세대학교 법과대학 법학 조교수
- 1989년 3월 ~ 1993년 2월: 연세대학교 법과대학 교학과장
- 1992년 9월 ~ 1997년 8월: 연세대학교 법과대학 법학 부교수
- 1997년 9월 ~ 2009년 2월: 연세대학교 법과대학 법학 교수
- 1995년 독일 본대학교 연구교수
- 1995년 미국 위스콘신대학교 로스쿨 연구교수
- 1996년 한국형사정책연구원 초빙연구위원
- 1996년 6월 ~ 2000년 5월: 대법원 송무제도개선위원회 위원
- 1998년 1월 ~ 2003년 3월: 대검찰청 검찰제도개혁위원회 위원
- 1998년 3월 ~ 2000년 2월: 한국의료법학회 부회장
- 1998년 5월 ~ 2002년 4월: 중앙인사위원회 인사정책자문위원
- 1999년 3월 ~ 2001년 2월: 연세대학교 법학과 학과장
- 2000년 10월 한국형사정책연구원 자문위원
- 2001년 3월 ~ 2003년 2월: 연세대학교 법학연구소장
- 2003년 1월 ~ 2005년 12월: 한국법학교수회 부회장
- 2003년 3월 ~ 2006년 1월: 연세대학교 법과대학 학장
- 2003년 4월 ~ 2004년 4월 법무부 정책위원회 위원
- 2003년 5월 ~ 2005년 4월 국무조정실 정책평가위원회 일반행정분과 위원
- 2003년 6월 ~ 2005년 3월 대검찰청 검찰개혁자문위원회 위원
- 2003년 10월 ~ 2004년 12월 대법원 사법개혁위원회 위원
- 2004년 1월 ~ 2004년 12월 한국형사정책학회 회장
- 2004년 2월 ~ 2006년 1월: 연세대학교 법무대학원 원장
- 2004년 7월 ~ 2007년 2월: 동덕여학단 이사장
- 2005년 ~ 2007년 대법원 형사실무연구회 부회장
- 2005년 1월 ~ 2005년 12월: 한국형사법학회 회장
- 2005년 1월 ~ 2006년 12월: 사법제도개혁추진위원회 실무위원
- 2005년 3월 ~ 2007년 3월: 법무부 통합형사사법체계구축기획단 추진자문위원
- 2006년 1월 ~ 2007년 12월: 한국형사판례연구회 회장
- 2006년 4월 ~ 2007년 3월:  일본 게이오대학교 법무연구과 방문교수
- 2009년 3월 ~ 2017년 7월: 연세대학교 법학전문대학원 교수
- 2007년 6월 ~ 2017년 7월: 법무부 형사법개정특별분과위원회 위원
- 2007년 11월 ~ 2010년 11월: 제11대 한국형사정책연구원 원장
- 2012년 2월 ~ 2016년 2월: 경제정의실천시민연합 중앙위원회 의장
- 중앙선거방송토론위원회 위원
- 2017년 2월 ~ 2017년 6월: 경제정의실천시민연합 공동대표
- 2017년 7월 ~ 2019년 9월: 제65대 법무부 장관